# Aloe elata
Aloe elata är en grästrädsväxtart som beskrevs av Susan Carter och Leonard Eric Newton. Aloe elata ingår i släktet Aloe och familjen grästrädsväxter. Inga underarter finns listade i Catalogue of Life.